# 涙 (小説)
涙（なみだ）
1. 斎藤緑雨の小説。
2. 乃南アサの小説。本項で詳述する。
3. 徳田秋声の小説。

『涙』（なみだ）は、乃南アサによる日本の小説。

## 出版情報
- ハードカバー：幻冬舎（2000年12月、ISBN 4344000412）
- 文庫版：新潮文庫（2003年2月、上巻 ISBN 4101425256・下巻 ISBN 4101425264）

## あらすじ
沖縄・宮古島へ旅行に行った娘から届いた一通の絵はがき。40年近く前の出来事が萄子の脳裏に蘇ってくる……。
昭和39年（1964年）、結婚式を間近に控えていた萄子は、婚約者で刑事の勝に突如「もう会えない、自分のことは忘れてくれ」と電話で告げられる。
勝とはそのまま連絡が途絶え、間もなく、勝の先輩刑事の娘の変死体が見つかる。現場には勝の定期入れが落ちていた。
どん底に突き落とされた萄子はしかし、勝の潔白を信じ、その行方を追い奔走する。

## 登場人物
藤島 萄子（ふじしま とうこ）
1940年生まれ。貿易会社に勤める。
奥田 勝（おくだ まさる）
萄子の婚約者。刑事。萄子より5歳年上。
韮山 幸助（にらやま こうすけ）
勝の先輩刑事。娘を勝にもらって欲しいと思っている。
韮山 のぶ子（にらやま のぶこ）
韮山の娘。顔は父にそっくり。
美津子（みつこ）
萄子の短大時代からの親友。
藤島 彰文（ふじしま あきふみ）
萄子の9歳年下の弟。家族中が萄子と勝の結婚に反対する中、唯一応援する。
藤島 正一郎（ふじしま しょういちろう）
萄子の兄。
柏木 淳（かしわぎ あつし）
正一郎の大学時代の後輩。
佐竹 伸二（さたけ しんじ）
勝が更生させたがっているチンピラの少年。